# نجاة علي
نجية علي صيام (23 مارس 1913 - 26 ديسمبر 1993) هي مغنية وممثلة مصرية.

## حياتها ونشأتها
وُلدت في فارسكور بـمحافظة الدقهلية سنة 1913، وتوفيت في 26 ديسمبر 1993.
- ابتدأت حياتها الفنّية صغيرة السّن. عندما توفّي أبوها سنة 1930، فكّرت في احتراف الغناء.
- اكتشفها شاعر الأغاني حسين حلمي المانسترلي. أحضرها من الرّيف، وتعهّدتها شركة أوديون، واشتهرت كمطربة.
- اشتركت في أول حفلة علي مسرح الأزبكية في سنة 1929.
- اشتركت في حفل افتتاح الإذاعة المصرية سنة 1934 مع أم كلثوم، ومحمد عبد الوهاب.
- أغنية (سر السعادة) هي أول أغنية تسجلها للإذاعة.
- تتلمذت على يد داود حسني.
- اكتشفت رياض السنباطي، وكان وقتها عازف عود في فرقتها.
- سجلت حوالي 90 اسطوانة، وعدد كثير من الشرائط في الإذاعة.
- عاشت نجاة في الإسكندرية بعد اعتزالها الغناء في الإذاعة في أوائل الخمسينيات.
- تزوجت من ضابط كبير بالجيش يدعى الطوبجى، ولها منه ولد اسمه ممدوح.

## حياتها
مطربة وممثلة مصرية ولدت في فارسكور بمحافظة الدقهلية عام 1913، إكتشفها الشاعر (حسين حلمي المانسترلي)، اشتركت في أول حفلة علي مسرح الأزبكية في سنة 1929، ثم كانت بدايتها مع السينما من خلال المشاركة بالغناء في فيلم (معجزة الحب) عام 1931، ثم إشتركت في حفل افتتاح الإذاعة المصرية عام 1934 مع (أم كلثوم)، والموسيقار (محمد عبد الوهاب)، ثم شاركت بفيلم دموع الحب عام 1935، لتتوالى بعدها أعمالها والتي من أبرزها (الحظ السعيد، الكل يغني)، ومن أبرز أغنياتها (فاكراك ومش هانساك، عيد الشباب، قلوب الحبايب)، إعتزلت في أوائل الخمسينيات وأقامت في الأسكندرية، وافتها المنية عام 1993.

## أشهر أغانيها
- فاكراك ومش هانساك.
- عيد الشباب.
- يالايمين في الهوي.
- أل إيه دلوقتي ما بيحبش.
- صلح الحبيب مع رياض السنباطي
- قلوب الحبايب.
- من بعيد لبعيد.
- بتشاغلني.
- غنيت للناس.
- قصيدة الأطلال لحن محمد فوزى

## أعمالها
- وفيه ناس طيبين (مسلسل) 1981
- لحظة اختيار (مسلسل) 1978
- المفسدون في الأرض (مسلسل) 1973
- ياسين وبهية (مسرحية) 1965
- دموع الحب مع محمد عبد الوهاب 1935.
- حب من السماء 1943.
- شيء من لا شيء 1938.
- الحظ السعيد 1945.
- الكل يغني 1947.
- الشاطر حسن 1948.
- معجزة الحب 1931.

## جوائز
- جائزة الجدارة سنة 1978.

## روابط خارجية
- نجاة علي على موقع IMDb (الإنجليزية)
- نجاة علي على موقع قاعدة بيانات الأفلام العربية
- نجاة علي على موقع ميوزك برينز (الإنجليزية)
- نجاة علي على موقع ديسكوغز (الإنجليزية)